# Murraya
Genre
Classification phylogénétique
Murraya est un genre de plantes appartenant à la famille des Rutaceae. Il comprend cinq espèces d'Asie, d'Australie et du Pacifique, dont le kaloupilé.

## Liste des espèces
- Murraya alata Drake —
- Murraya alternans (Wall. ex Kurz) — Swingle
- Murraya crenulata (Turcz.) Oliv. —
- Murraya exotica L.
- Murraya koenigii (L.) Spreng. — kaloupilé
- Murraya paniculata (L.) Jack — (Oranger jasmin)

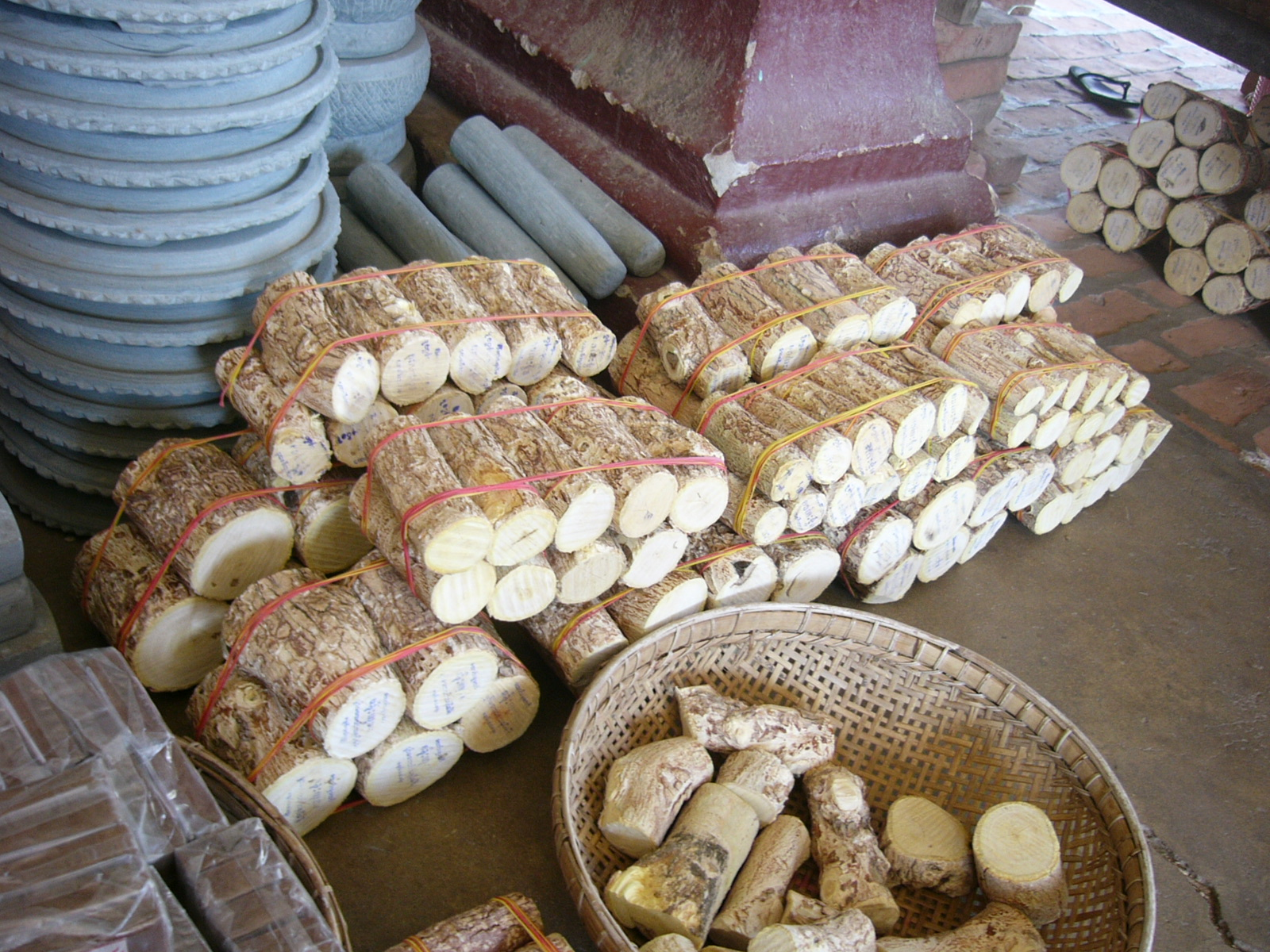
Murraya exotica vendu en Birmanie comme cosmétique (thanaka).